# Comuna Crevenicu, Teleorman
Crevenicu este o comună în județul Teleorman, Muntenia, România, formată din satele Crevenicu (reședința) și Rădulești.

## Istorie
La sfârșitul secolului al XIX-lea, pe teritoriul actual al comunei existau comunele Crevenicu-Rădulescu și Crevenicu-Mare (ambele făcând parte din plasa Glavaciocul a județului Vlașca). Comuna Crevenicu-Mare, avea în componență satele Coșoaia și Crevenicu-Mare, cu o populație de 1346 de locuitori, existând aici o școală mixtă cu 34 de băieți (dintre care 21 de fete) și o biserică. Comuna Crevenicu-Rădulescu avea în componență doar satul Crevenicu-Rădulescu și avea o populație de 518 locuitori, existând aici doar o biserică.
În Anuarul Socec din 1925, cele două comune apar cu denumirile de Crevenicu și Rădulești. Comuna Crevenicu avea în componență satele Crevenicu-Mare și Coșoaia, făcea parte din plasa Câlniștea a aceluiași județ, și avea o populație de 1728 de locuitori. Comuna Rădulești era compusă din satele Rădulești și Stânceasca, făcea parte din plasa Glavaciocul a aceluiași județ și avea o populație de 1130 de locuitori. În anul 1931, satul Crevenicu-Mare a primit numele simplu de Crevenicu. Cele două comune își păstrează structurile.
În anul 1950, comunele au trecut în administrația raionului Videle, al regiunii Teleorman, raion care, doi ani mai târziu, a fost inclus în regiunea București.
În anul 1968, comuna a trecut la județul Teleorman în actuala componență, devenind comună suburbană a orașului Videle. Tot atunci, satul Coșoaia este retrocedat orașului Videle. Satul Stânceasca este contopit cu același oraș. În 1989, s-a renunțat la conceptul de comună suburbană, iar comuna Crevenicu a fost subordonată direct județului Teleorman.

## Demografie
Componența etnică a comunei Crevenicu
     Români (93,69%)
     Alte etnii (6,31%)
Componența confesională a comunei Crevenicu
     Ortodocși (91%)
     Alte religii (1%)
     Necunoscută (8%)
Conform recensământului efectuat în 2021, populația comunei Crevenicu se ridică la 1.300 de locuitori, în scădere față de recensământul anterior din 2011, când fuseseră înregistrați 1.564 de locuitori. Majoritatea locuitorilor sunt români (93,69%). Din punct de vedere confesional, majoritatea locuitorilor sunt ortodocși (91%), iar pentru 8% nu se cunoaște apartenența confesională.

## Politică și administrație
Comuna Crevenicu este administrată de un primar și un consiliu local compus din 9 consilieri. Primarul, Adrian Constantin Iancu[*], de la Partidul Social Democrat, este în funcție din 2012. Începând cu alegerile locale din 2024, consiliul local are următoarea componență pe partide politice:
|  | Partid                          | Consilieri | Componența Consiliului | Componența Consiliului | Componența Consiliului | Componența Consiliului | Componența Consiliului | Componența Consiliului | Componența Consiliului |
|  | ------------------------------- | ---------- | ---------------------- | ---------------------- | ---------------------- | ---------------------- | ---------------------- | ---------------------- | ---------------------- |
|  | Partidul Social Democrat        | 7          |                        |                        |                        |                        |                        |                        |                        |
|  | Alianța pentru Unirea Românilor | 2          |                        |                        |                        |                        |                        |                        |                        |

## Monumente istorice
Singurul monument istoric din comuna Crevenicu este Biserica Sfântul Nicolae din satul Crevenicu care datează din anii 1849-1858.